# Václav Peřina (lyžař)
Václav Peřina (* 19. února 1945, Pouchov) je bývalý československý lyžař. Závodil za Duklu Liberec.

## Lyžařská kariéra
Na X. ZOH v Grenoble skončil v běhu na lyžích na 15 km na 27. místě, na 30 km na 24. místě a ve štafetě na 4x10 km na 9. místě. Na Mistrovství světa v klasickém lyžování 1970 ve Vysokých Tatrách skončil v běhu na 15 km na 25. místě, v běhu na 50 km na 15. místě a ve štafetě na 4x10 km na 8. místě.